# Berthold Delbrück

Berthold Delbrück (1908)

Berthold Gustav Gottlieb Delbrück (* 26. Juli 1842 in Putbus auf Rügen; † 3. Januar 1922 in Jena) war ein deutscher Sprachwissenschaftler.

## Leben und Werk

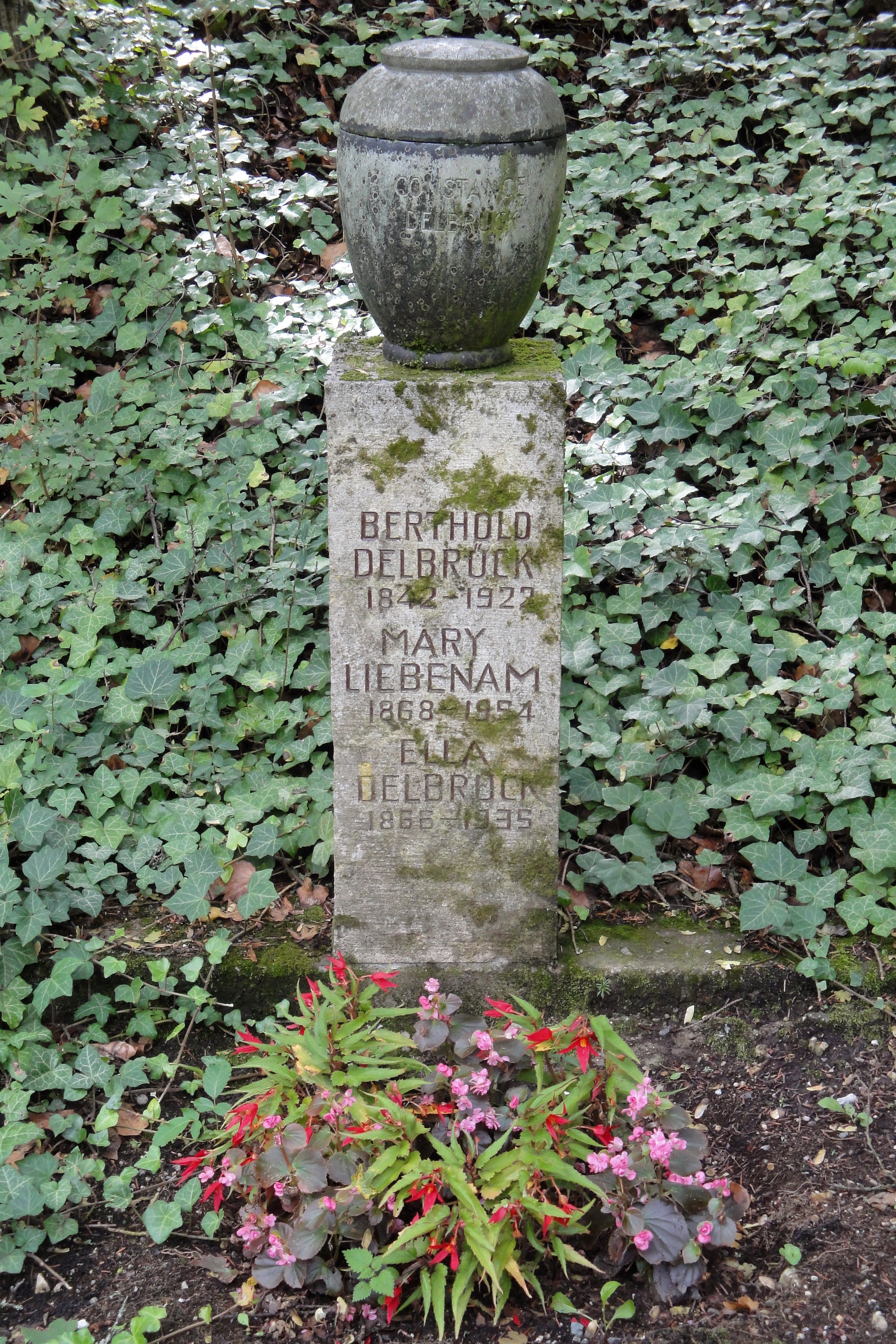
Grab von Berthold Delbrück auf dem Nordfriedhof in Jena

Berthold Gustav Gottlieb war der Sohn des Juristen und späteren Stralsunder Kreisrichters Ernst Friedrich Felix Delbrück (* 15. März 1811; † 20. Oktober 1852 in Stralsund) und dessen Frau Auguste Henriette Wilhelmine Böhmer (* 8. März 1815; † 5. Oktober 1872). Somit war er ein Großneffe des Politikers Rudolph von Delbrück aus der bekannten Familie Delbrück. Nach dem Besuch des Gymnasiums in Stralsund und der Schule der Franckeschen Stiftungen in Halle (Saale) begann er 1859 an der Universität Halle-Wittenberg vergleichende Philologie zu studieren. Diese Studien setzte er an der Universität Berlin fort, wo er sich besonders der Sprache Sanskrit widmete. Hier wurde er auch 1861 im Alter von nur 19 Jahren promoviert. Nach seiner Habilitation 1866 über Syntax im Rigveda ließ er sich wieder in Halle nieder und war an der dortigen Universität Privatdozent für vergleichende Sprachwissenschaft.
1870 wurde Delbrück an die Universität Jena berufen und war dort zunächst außerordentlicher, seit 1873 ordentlicher Professor für vergleichende Sprachwissenschaft und Sanskrit, das er selbst aktiv beherrschte. Zwischen 1878 und 1908 war Delbrück insgesamt über fünf Semester lang Rektor der Alma Mater. Mit seinen Werken begründete Delbrück die vergleichende Syntax der indogermanischen Sprachfamilie. 1871 erhielt er den Förderpreis der Bopp-Stiftung. 1885 wurde er ordentliches Mitglied der Sächsischen Akademie der Wissenschaften. Am 1. August 1908 wurde er Ehrenbürger von Jena: „Hervorragender Gelehrter und Forscher, der zugleich für alle größeren nationalen Fragen erfolgreich eingetreten ist.“ 1890 wurde er zum auswärtigen Mitglied der Bayerischen Akademie der Wissenschaften und 1912 der Göttinger Akademie der Wissenschaften gewählt.
Von Ostern 1864 bis Ostern 1866 war Delbrück Lehrer am Gymnasium Marienwerder. Am 31. Juli 1865 heiratete er in Marienwerder Constanze Kämtz (* 27. Juni 1845; † 1935), eine Tochter des verstorbenen Kaiserlich Russischen Staatsrates Ludwig Friedrich Kämtz und dessen Frau Emilie Hüne. Aus der Ehe stammen Kinder. Von diesen kennt man die Töchter Helene Delbrück (* 14. Mai 1866), Maria Delbrück (* 4. Juni 1868) und den Sohn Richard Delbrueck, der in Jena Professor für Archäologie wurde.

## Werke (Auswahl)
- Das altindische Verbum. Halle 1874 (Digitalisat).
- Die neueste Sprachforschung. Betrachtungen über Georg Curtius Schrift zur Kritik der neuesten Sprachforschung. Breitkopf & Härtel, Leipzig 1885. (Digitalisat und Volltext im Deutschen Textarchiv).
- Vergleichende Syntax der indogermanischen Sprachen. 3 Bände. Trübner, Straßburg 1893–1900.
- Grundfragen der Sprachforschung. Straßburg 1901.
- Einleitung in das Studium der indogermanischen Sprachen. 6. Aufl. Breitkopf und Haertel, Leipzig 1919. Reprint Georg Olms Verlag, Hildesheim 1976, ISBN 3-487-05976-2.